# تشيونغ تشونغ هي
تشيونغ تشونغ هي (3 أبريل 1991 في الصين - ) هو لاعب كرة قدم صيني في مركز الدفاع. لعب مع نادي جنوب الصين وهونغ كونغ بيغاسوس ‏ وHong Kong Sapling ‏.

## وصلات خارجية
- تشيونغ تشونغ هي على موقع قاعدة بيانات كرة القدم.إي يو (الإنجليزية)